# جايسون موران
جايسون موران (بالإنجليزية: Jason Moran)‏ هو ملحن أمريكي، ولد في 21 يناير 1975 في هيوستن في الولايات المتحدة.

## وصلات خارجية
- الموقع الرسمي
- جايسون موران على موقع IMDb (الإنجليزية)
- جايسون موران على موقع ميوزك برينز (الإنجليزية)
- جايسون موران على موقع ديسكوغز (الإنجليزية)